# 都市網絡

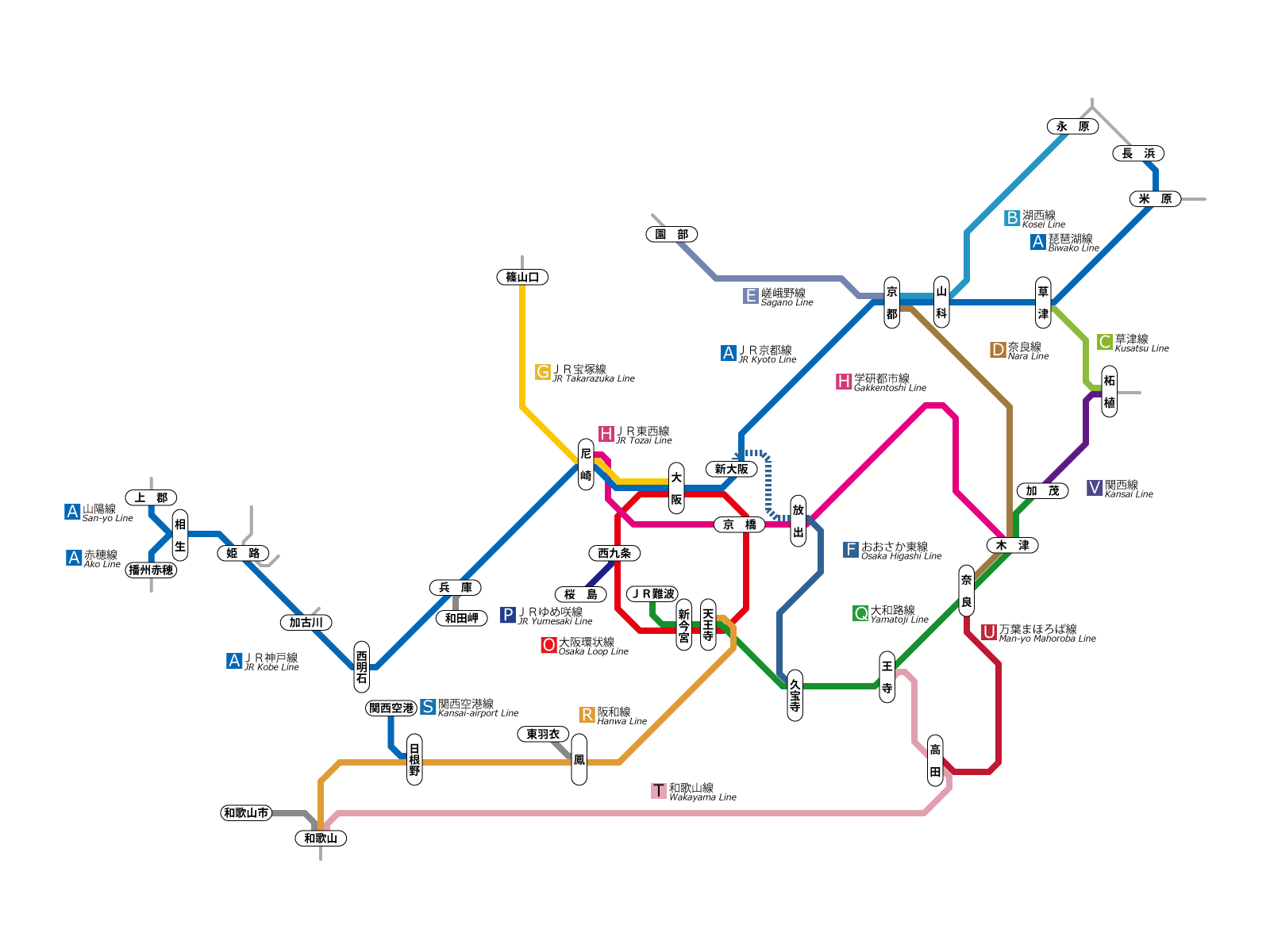
都市網路路线图
（fu）

都市網路（日语：アーバンネットワーク）是西日本旅客鐵道（JR西日本）從1989年3月11日開始對京阪神都市近郊區間使用的暱稱。定義上，「都市網路」與《旅客營業規則》中大都市近郊區間裏面規定的「大阪近郊區間」（新幹線除外）及JR為方便起見使用的稱呼「近畿地區」（近畿エリア）並不完全一致。
但在2006年10月21日實施的改點與配合新快速車等服務範圍延長至敦賀而進行的更動中，JR西日本首次將列車與車站內的路線圖中之「都市網路」字樣變更為單純的「路線圖」字樣。另外，自2000年代後半期之後，也甚少使用「都市網路」的稱呼方式，
而是以「近畿圈」與「京阪神地區」的稱呼方式取代。此外，從2013年開始在JR西日本發行的公司資料頁中已經不再使用「都市網路」的名稱，但在之後的例行社長記者會與一部份的新聞稿中，仍有見到使用此稱呼的狀況。
在本條目中，除必要使用正式名稱標註的場合外，擁有暱稱的路線都優先採用暱稱稱呼之。

## 路線
| 路線色        | 路線記号 | 車站編號                      | 路線愛稱       | 正式路線名稱      | 區間                                                                                       |
| ------------- | -------- | ----------------------------- | -------------- | ----------------- | ------------------------------------------------------------------------------------------ |
|               | A        | JR-A09~JR-A12                 | 琵琶湖線       | 北陸本線          | 米原站—長濱站                                                                              |
| JR-A12~JR-A31 | A        | 東海道本線                    | 琵琶湖線       | 米原站—京都站     |                                                                                            |
| JR-A31~JR-A47 | A        | JR京都線                      | 東海道本線     | 京都站—大阪站     |                                                                                            |
| JR-A47~JR-A61 | A        | JR神戶線                      | 東海道本線     | 大阪站—神戶站     |                                                                                            |
| JR-A61~JR-A85 | A        | JR神戶線                      | 山陽本線       | 神戶站—姬路站     |                                                                                            |
| -             | A        | -                             | 山陽本線       | 姫路站 - 上郡站   |                                                                                            |
| -             | A        | -                             | 赤穂線         | 相生站—播州赤穗站 |                                                                                            |
|               | B        | JR-B11~JR-B30 (JR-B08~JR-B31) | -              | 湖西線            | 山科站—永原站 湖西線在運轉系統定義上的區間為京都至敦賀，包括了京都至山科段及永原至敦賀段。 |
|               | C        | -                             | -              | 草津線            | 柘植站—草津站                                                                              |
|               | D        | JR-D01~JR-D19 (~JR-D21)       | -              | 奈良線            | 木津站—京都站 奈良線在運轉系統定義上的區間為奈良至京都，包括了奈良至木津段。               |
|               | E        | JR-E01~JR-E16                 | 嵯峨野線       | 山陰本線          | 京都站—園部站                                                                              |
|               | F        | JR-F02~JR-F15                 | 大阪東線※1     | 大阪東線          | 新大阪站—久宝寺站                                                                          |
|               | G        | JR-G47~JR-G49                 | JR宝線         | 東海道本線        | 大阪駅—尼崎站                                                                              |
| JR-G49~JR-G69 | G        | 福知山線                      | JR宝線         | 尼崎站—篠山口站   |                                                                                            |
|               | H        | JR-H41~JR-H49                 | JR東西線※1     | JR東西線          | 京橋駅—尼崎站                                                                              |
| JR-H18~JR-H41 | H        | 学研都市線                    | 片町線         | 木津站—京橋站     |                                                                                            |
|               | O        | JR-O01~JR-O11~JR-O19~JR-O01   | 大阪環状線※1   | 大阪環状線        | 天王寺站—大阪站—天王寺站                                                                   |
|               | P        | JR-P14~JR-P17                 | JR夢咲線       | 櫻島線            | 西九条站—櫻島站                                                                            |
|               | Q        | JR-Q17~JR-Q39                 | 大和路線       | 關西本線          | 加茂站—JR難波站                                                                            |
|               | R        | JR-R20~JR-R54                 | 阪和線※1       | 阪和線            | 天王寺站—和歌山站                                                                          |
|               | S        | JR-S45~JR-S47                 | -              | 關西機場線        | 日根野站—關西機場站                                                                        |
|               | T        | -                             | -              | 和歌山線          | 王寺站—和歌山站                                                                            |
|               | U        | -                             | 万葉まほろば線 | 櫻井線            | 奈良站—高田站                                                                              |
|               | V        | -                             | -              | 關西本線          | 柘植站—加茂站                                                                              |
| -             | -        | -                             | -              | 紀勢本線          | 和歌山駅—和歌山市站                                                                        |
| -             | -        | -                             | 和田岬線※2     | 山陽本線（支線）  | 兵庫站—和田岬站                                                                            |
| -             | -        | -                             | 羽衣線※2       | 阪和線（支線）    | 鳳站—東羽衣站                                                                              |

- 「-」表示未設定。
- ※1 愛稱和正式路線名稱相同的線區，其它線區為愛稱設定線區。[12]
- ※2 通稱。[12]
- 車站編號從2018年3月起導入。[13]

## 腳註

### 出典
1. ↑   . JR西日本（交通新聞社 編輯）. 1997-11-01: 184頁. ISBN 978-4875130666 （日语）.
2. ↑  寺本光照（日语：寺本光照）.  . JTB出版. 2014-06-17: 115頁. ISBN 9784533097942 （日语）.
3. ↑   (PDF). JR西日本.   [2018-06-06]. （原始内容存档 (PDF)于2021-05-14） （日语）.
4. ↑   (新闻稿). JR西日本. 2014-08-06  [2018-06-06]. （原始内容存档于2021-05-15） （日语）.
5. ↑   (PDF). JR西日本.   [2018-06-06]. （原始内容 (PDF)存档于2006年10月16日） （日语）.
6. ↑   (PDF). JR西日本. 2012  [2018-06-06]. （原始内容 (PDF)存档于2007年1月2日） （日语）.
7. ↑   (PDF). JR西日本.   [2018-06-06]. （原始内容存档 (PDF)于2016-03-04） （日语）.
8. ↑   (PDF). JR西日本.   [2018-06-06]. （原始内容存档 (PDF)于2019-12-11） （日语）.
9. ↑   (新闻稿). JR西日本. 2016-07-20  [2018-06-06]. （原始内容存档于2019-12-14） （日语）.
10. 「鉄道ファン」2015年4月号「JR通勤電車最新事情」より
11. . 朝日新闻. 2003年1月29日 （日语）.
12. 1 2   (PDF). 日本: 西日本旅客鐵道株式會社. 2019年9月: 52–55  [2020年7月6日]. （原始内容存档 (PDF)于2020年2月1日） （日语）.
13. ↑  . JR西日本. 2016年7月20日  [2020年7月6日]. （原始内容存档于2016年10月14日） （日语）.

## 外部鏈接
- JR西日本路線圖：JR線 近畿地方路線圖PDF – 西日本旅客鐵道